# 兒童快報
《兒童快報》，是香港的一本兒童雜誌，以6-12歲的學童作為銷售對象。

## 歷史
《兒童快報》初時逢星期五（曾改為星期六，後期改為在星期日）隨《快報》附送的刊物，1998年3月22日起因《快報》停刊而獨立成一份雜誌，並改回逢星期四發行，現為南華傳媒集團旗下刊物。《兒童快報》也曾分拆出《兒童快報月刊》及《雪糕新地》兩本兒童月刊，但於2011年5月再度合併。2012年末起，《兒童快報》與南華傳媒另一旗下刊物《媽咪快報》併刊，而《媽咪快報》亦跟隨《兒童快報》計算出版期數。

## 外部連結
- 兒童快報 （页面存档备份，存于）
- 兒童快報的Facebook專頁